# 로라 바턴
로라 바턴(영어: Laura Barton, 1977년 ~ 현재)은 잉글랜드의 저널리스트이자 작가이다. 주로 가디언에 글을 쓰며, 소설 “Twenty-One Locks”를 2010년에 출간하였다.

## 생애
바턴은 랭커셔주의 뉴브러에서 태어나고 자랐으며, 윈스탠리 칼리지에서 공부를 하고 워스터 칼리지에서 영문학 학위 과정을 취득하였다. 졸업 후 2000년부터는 가디언에서 일을 하기 시작하였다. 또한 그녀는 잡지사 Q, 더 워드, 인텔리전트 라이프, BBC 라디오 4 등에서 글을 썼다. 대부분의 곡은 록 음악 혹은 팝 음악이었으며, 2011년까지는 가디언에서 음악과 관련된 칼럼과 영화와 음악을 주제로한 글을 썼다.
바턴이 쓴 첫 번째 소설인 “Twenty-One Locks”가 2010년에 발간되었다. 바턴은 두 번째 소설과 음악과 관련된 논픽션 책을 쓰고 있다고 밝혔다. 제라드 맨리 홉킨스, 리처드 예이츠, 브루스 챗윈, 윌리엄 카를로스 윌리엄스, E. E. 커밍스, 레이먼드 카버, 로리 무어, 조이스 존슨 등의 작가를 좋아한다고 언급하였다.
바턴은 2004년 결혼했으나 후에 이혼하였다.